# Mike Wilkinson

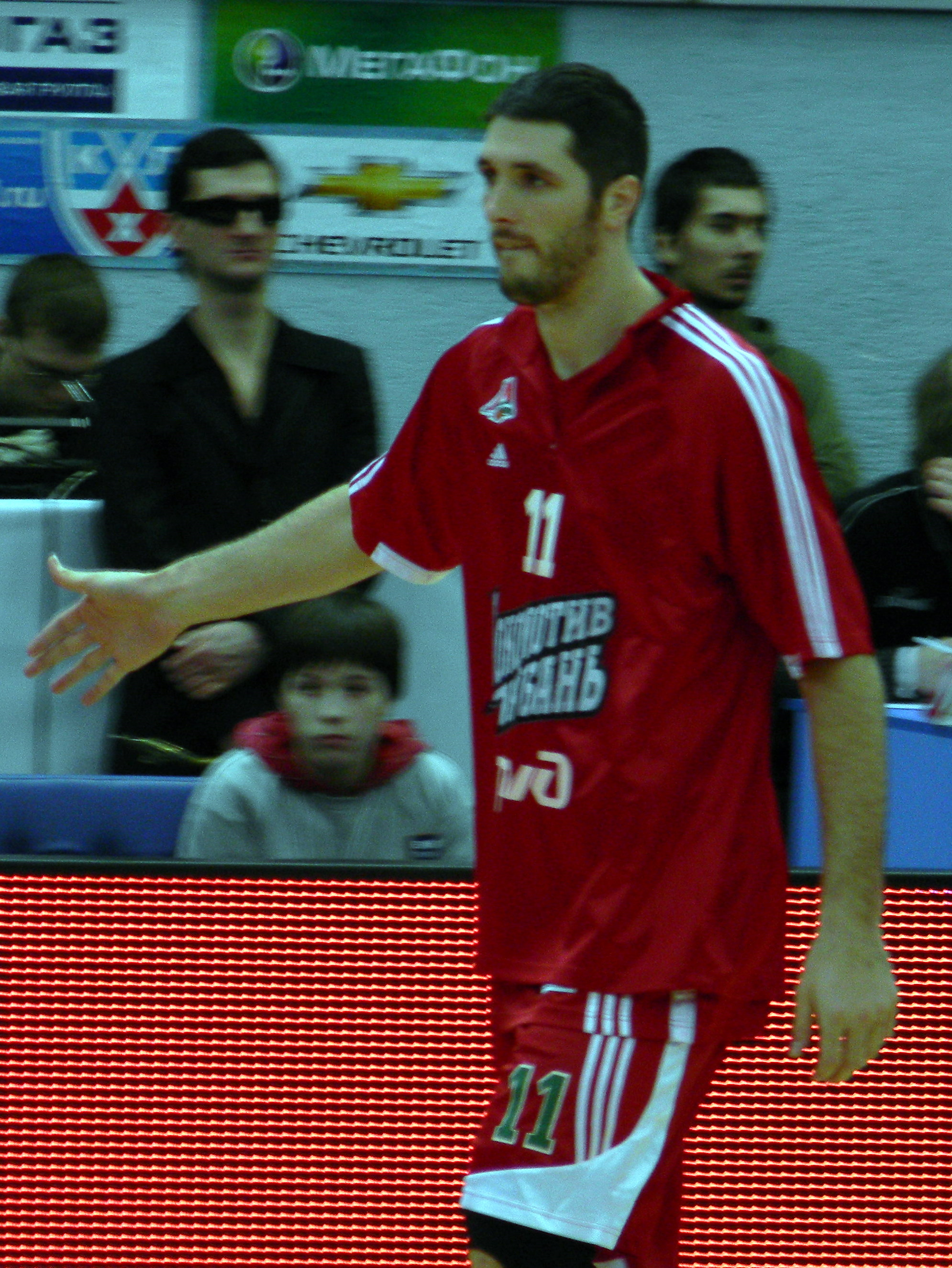
Mike Wilkinson at all-star PBL game 2011

Michael "Mike" Wilkinson, född 1 oktober 1981 i Wisconsin, är en amerikansk professionell basketspelare som bland annat spelat för laget BC Khimky i Moskva, Ryssland.

## Biografi
Wilkinson gick på Wisconsin Heights High School och spelade för Vanguards. Sista året i skolan utsågs Wilkinson till Mr. Basketball, dvs årets spelare, inom Wisconsin High School-basket. Med sin längd av 204 centimeter spelar han i position power forward. Han spelade fyra år för Wisconsin Badgers 2001-2005 där han hade ett genomsnitt på 14,3 poäng per match och blev andre spelare att göra 1 500 poäng och ta 800 returer.
Året därpå flyttade han till den grekiska ligan och Aris Thessaloníki. Där spelade han i två säsonger (2005-2006, 2006-2007). Han blev utvald till All-Star game-matcherna båda åren. Under det andra och bästa året med Aris hade Wilkinson ett genomsnitt på 24,7 min. speltid, 10,3 poäng, 6,3 returer och 0,9 assist.
I sin första turné i Europa med Aris var Wilkinson med om att spela finalen i den europeiska cupen Uleb cup 2006 och att hjälpa laget att ta sig tillbaka till Euroleague. I Euroleague 2006-2007 spelade han sedan 19 matcher med i genomsnitt 26,48 minuters speltid, 12,3 poäng, 5,9 returer och 1,4 assist per match.
Under sin tid i Europa har Wilkinson varit med om att byta medborgarskap till F.Y.R.O.M och spelar för det Makedonska landslaget.
Efter säsongsavslutningen 2007 med Aris undertecknade Wilkinson ett 2-årskontrakt med Khimky BC i den ryska ligan. Han spelade där i två säsonger, 2007-2008 och 2008-2009 och vann Ryska cupen 2008. Statistikmässigt var Wilkinson en av de tongivande i laget med sina 7,1 poäng och 18,2 min. i speltid i snitt på 27 matcher .
Mellan 2009 och 2010 spelade Wilkinson i turkiska Galatasaray.